# Animal Ambition
Animal Ambition (publicado con el subtítulo de An Untamed Desire to Win) es el quinto álbum de estudio del rapero estadounidense 50 Cent, quien también se desempeñó como productor ejecutivo. El álbum fue lanzado el 3 de junio de 2014, por G-Unit Records y Caroline Records. Fue con el apoyo de once sencillos, incluyendo «Don't Worry 'Bout It», «Hold On», «Pilot», «Smoke», «Hustler», «Chase the Paper», «Everytime I Come Around», «Irregular Heartbeat», «Winners Circle», «Twisted» y «Animal Ambition». El álbum incluye colaboraciones de Yo Gotti, Trey Songz, Kidd Kidd, Jadakiss, Mr. Probz, Guordan Banks, Prodigy, Schoolboy Q y Styles P.

## Antecedentes
El 4 de diciembre de 2013, mientras hacía una tirada para el lanzamiento de su línea de SMS Audio de los auriculares y altavoces anunció que un "cuerpo completo de trabajo", titulado Animal Ambition sería liberado en enero de 2014. En diciembre de 2013, entrevista con DJ Whoo Kid, reiteró los planes para el álbum, diciendo: "voy a caer en enero, es un cuerpo completo de trabajo, yo no lo llamaría un mixtape porque es un grado más alto que el material que me puse para los mixtapes. Grabé tanta calidad al álbum y canciones que voy a poner el Animal proyecto fuera de mi plan de marketing viral y luego saldrá después, Street King Immortal." En enero de 2014, mientras visitaba el Consumer Electronics Show, explicó su motivación para lanzar nueva música a principios de 2014, diciendo: "Estoy ansioso de poner material. Me tomó mucho tiempo para aclarar la parte del negocio de la música, porque se me atravesó un proceso de auditoría porque era el último registro requerido por Interscope Records. Y ahora, yo tengo Animal Ambition, me inspiré para escribir esto. Realmente tiene que ser actual. Si no es como ahora, lo que siento es la cosa más caliente, sé se hace bien, pero no es necesariamente lo que debería estar haciendo ahora".
En una entrevista en enero de 2014 con Sonic Electronix, dijo que él estaba grabando pesadamente en la preparación de dos de los álbumes, diciendo: "Quiero sacar Animal Ambition en el primer trimestre. Y luego le conducen a Street King Immortal. Así que va a ser doce semanas. Por eso estoy trabajando muy duro, cuando salga de aquí voy directo a registrar otra vez. "
También dijo que Animal Ambition tiene un sonido compartido y tema a lo largo, diciendo: "con Animal Ambition, el proyecto es sobre la prosperidad. Tengo una forma interesante de la escritura, porque lo escribí desde una visión distorsionada o punto de vista. Cuando Biggie estaba haciendo:‘Damn, niggas wanna stick me for my paper, damn, es que cuando tengas algo, los efectos de otras responde a ti mejor. Los celos conectados a la misma, hay muchas maneras de escribirlo, que el álbum tiene esas facetas a él. El tema general es ambición y prosperidad".
En una entrevista con Complex de enero de 2014, anunció que lanzaría el álbum antes de Street King Immortal, diciendo:

Hay un álbum que sale antes de Street King Immortal. El título se llama Animal Ambition. Es un deseo salvaje para ganar. El registro es total sobre la prosperidad, ambición y tiene una energía empresarial — es todo desde una perspectiva distorsionada. Sólo sido realmente entusiasmados con el concepto, escribiendo y tenía un montón de tiempo para crear material para el lanzamiento porque se toma mucho tiempo. Así que cuando escuches el disco, lo verás porque te dije, trata de ambición. ¿Si no lo dije, no escuchar el disco y decir lo que hay que canción llamada? Porque cuando Biggie estaba diciendo: "¡ los negros quieren me pegan para mi trabajo", que está escribiendo la prosperidad, pero los efectos de lo de los demás. Los celos se crean desde que avanza. Lo escribí de un montón de diferentes ángulos para crear un álbum con todas las facetas que estaba cómodo con tan sólo tener una cosa."

El 20 de febrero de 2014, 50 Cent dejó Shady Records, Aftermath Entertainment y Interscope Records, después de una Unión de 12 años y posteriormente firmaron él y G-Unit Records a Caroline Records un distribuidor independiente de Capitol Records. El mismo día, anunció que el álbum sería liberado el 3 de junio de 2014. En febrero de 2014, entrevista con Forbes detallando su salida de Interscope, 50 declaró: "Yo soy un caso especial y situación. Es también debido a la ventaja de tener las relaciones fuertes con Eminem y Dr. Dre. No quieren ser incómodo. Valoran nuestra amistad hasta el punto que nunca querrían peligro sobre un poco de dinero.

## Lanzamiento y promoción
En mayo de 2014, entrevista con the Business news Network , habló acerca de la campaña promocional del álbum, diciendo: "en realidad decidí crear una campaña para el registro real que puede sostener la audiencia. Porque tiene que mantener su interés durante una semana hasta que llegue la próxima canción, hasta que llegue la próxima canción, hasta que llegue la próxima canción. Y las imágenes reales coinciden con la canción, así que si usted no estaba impresionado por la música entenderás creativamente por qué es la manera es cuando ves las imágenes. Obviamente es una presentación más compleja porque tienes que ser muy premeditado. Tienes que saber qué va a sentir como cada una de sus canciones. Sólo necesitábamos saber cómo se veía tres. Con tres discos porque sólo vamos a filmar tres videos musicales antes vendió millones de discos. Los ajustes son tecnología. En junio de 2014, 50 anunció que él podría esta aceptando pagos Bitcoin para el álbum, convirtiéndolo en uno de los grandes artistas para usar el cyptocurrency hasta la fecha.

## Sencillos
El 21 de febrero de 2014, fue lanzado el video musical para "The Funeral". El 18 de marzo de 2014, las canciones "Don't Worry 'Bout It" featuring Yo Gotti y "Hold On", fueron puestos en libertad mediante distribución digital, como el álbum de primer y segundo singles. El 18 de marzo de 2014, fue lanzado el video musical para "Hold On". El mismo día, fue lanzado el video musical para "Don't Worry 'Bout It" featuring Yo Gotti. El 25 de marzo de 2014, fue lanzado el tercero single "Pilot" el álbum. El 31 de marzo de 2014, el cuarto single "Smoke" featuring Trey Songz y producido por Dr. Dre fue lanzado en mainstream urban radio en los Estados Unidos. Al día siguiente, el video musical fue lanzado para "Smoke" featuring Trey Songz. El 15 de abril de 2014, fue lanzado el quinto single "Hustler" el álbum. En el mismo día, fue lanzado el video musical de "Hustler". El 21 de abril de 2014, el video musical de "Chase the Paper" con Prodigy, Kidd Kidd y Styles P se estrena en MTV Jams. Al día siguiente, "Chase the Paper" fue lanzado como sexto single el álbum. El 29 de abril de 2014, séptimo single 'Everytime I Come Around' el álbum con Kidd Kidd fue lanzado. En el mismo día, fue lanzado el video musical para "Everytime I Come Around". El 6 de mayo de 2014, fue lanzado el octavo single "Irregular Heartbeat" featuring Jadakiss y Kidd Kidd. En el mismo día, fue lanzado el video musical para "Irregular Heartbeat". El 13 de mayo de 2014, fue lanzado el noveno single "Winners Circle" featuring Guordan Banks. En el mismo día, fue lanzado el video musical para "Winners Circle" featuring Guordan Banks. El 19 de mayo de 2014, el video musical fue lanzado para "Twisted" con Mr. Probz. El 20 de mayo de 2014, fue lanzado el décimo single "Twisted" con Mr. Probz. El 30 de mayo de 2014, fue lanzado un décimo single "Animal Ambition" el álbum. El 3 de junio de 2014, el video musical fue lanzado para "Animal Ambition". El 24 de junio de 2014, fue lanzado el video musical para "You Know".

## Ventas
El álbum debutó en el número cuatro en la lista Billboard 200, con la primera semana de ventas de 47 000 copias en los Estados Unidos. En su segunda semana, el álbum cayó al número 15 en la tabla, la venta de 17 000 copias. En su tercera semana, el álbum cayó al número 23 en la tabla, 10 000 copias vendidas. En su cuarta semana, el álbum cayó al número 39 en el chart, 7200 copias vendidas. Hasta diciembre de 2014, el álbum ha vendido 124 000 copias en los Estados Unidos.

## Lista de canciones
| N.º | Título                                                      | Productor(es)                       | Duración |  |
| 1.  | «Hold On»                                                   | Frank Dukes                         | 3:46     |  |
| 2.  | «Don't Worry 'Bout It» (featuring Yo Gotti)                 | Charlie Brown Beatz                 | 4:01     |  |
| 3.  | «Animal Ambition»                                           | Swiff D                             | 3:08     |  |
| 4.  | «Pilot»                                                     | Shamtrax, KY Miller, Dot N Pro      | 3:20     |  |
| 5.  | «Smoke» (featuring Trey Songz)                              | Dr. Dre, Dawaun Parker, Mark Batson | 3:50     |  |
| 6.  | «Everytime I Come Around» (featuring Kidd Kidd)             | Steve Alien                         | 3:10     |  |
| 7.  | «Irregular Heartbeat» (featuring Jadakiss & Kidd Kidd)      | G Rocka, Medi                       | 3:39     |  |
| 8.  | «Hustler»                                                   | Jake One                            | 3:05     |  |
| 9.  | «Twisted» (featuring Mr. Probz)                             | The University                      | 3:14     |  |
| 10. | «Winners Circle» (featuring Guordan Banks)                  | KY Miller                           | 3:23     |  |
| 11. | «Chase the Paper» (featuring Prodigy, Kidd Kidd & Styles P) | Ty Fiffe                            | 4:17     |  |

| Deluxe Edition (Bonus Tracks) |                                       |               |          |  |
| N.º                           | Título                                | Productor(es) | Duración |  |
| 12.                           | «The Funeral»                         | Jake One      | 2:52     |  |
| 13.                           | «You Know»                            | Soul Professa | 3:01     |  |
| 14.                           | «Flip On You» (featuring Schoolboy Q) | Nascent, QB   | 3:19     |  |

## Posicionamiento en lista

### Semanal
| Gráfica (2014)                          | Pico de posición |
| --------------------------------------- | ---------------- |
| Australia (ARIA)                        | 16               |
| Austria (Ö3 Austria)                    | 38               |
| Canadá (Billboard Canadian Albums)      | 4                |
| Francia (SNEP)                          | 32               |
| Alemania (Offizielle Top 100)           | 35               |
| Italia (FIMI)                           | 85               |
| Países Bajos (Album Top 100)            | 57               |
| Escocia (Scottish Albums Chart)         | 25               |
| Suiza (Schweizer Hitparade)             | 9                |
| Reino Unido (UK Albums Chart)           | 21               |
| Reino Unido (UK R&B Albums)             | 1                |
| Estados Unidos (Billboard 200)          | 4                |
| Estados Unidos (Independent Albums)     | 1                |
| Estados Unidos (Top R&B/Hip-Hop Albums) | 1                |